# Köves Katalin
Köves Katalin (Nagyvárad, 1940. november 14. –) orvos, anatómus, neurobiológus, neuroendokrinológus, egyetemi tanár. Az orvostudományok kandidátusa (1986), az orvostudományok doktora (1999), a Magyar Tudományos Akadémia doktora (1999).

## Életpályája
1958–1964 között a Pécsi Orvostudományi Egyetem hallgatója volt. 1964–1971 között a kaposvári Somogy Megyei Kórházban kórboncnok és a Pécsi Orvostudományi Egyetem Anatómiai Intézetében tanársegéd volt. 1971-től a Semmelweis Egyetem Humánmorfológiai és Fejlődésbiológiai Intézetében adjunktus és docens. 1999-ben a Magyar Tudományos Akadémia doktora lett. 2002-től egyetemi tanár. 
Kutatási területe a gonadrotóf hormon szekréciója, a központi idegrendszer szabályozása.

## Családja
Szülei: Köves Sándor és Kádár Irma voltak. 1974-ben házasságot kötött Szabó Pállal. Öt gyermekük született: Flóra (1975), Enikő (1976), Orsolya (1978), Pál (1979) és Anikó (1980).

## Díjai
- Széchenyi professzor ösztöndíj (1999-2002)
- Semmelweis Egyetem Kiváló Oktatója (2010)[2]